# Pisione garciavaldecasasi
Pisione garciavaldecasasi är en ringmaskart som beskrevs av San Martin, López och Comacho 1998. Pisione garciavaldecasasi ingår i släktet Pisione och familjen Pisionidae. Inga underarter finns listade i Catalogue of Life.